# 1317
- Wikisource

| Calendário gregoriano                                                        | 1317 MCCCXVII                                         |
| Ab urbe condita                                                              | 2070                                                  |
| Calendário arménio                                                           | 766 – 767                                             |
| Calendário bahá'í                                                            | -527 – -526                                           |
| Calendário budista                                                           | 1861                                                  |
| Calendário chinês                                                            | 4013 – 4014 Início a 14 de dezembro (aproximadamente) |
| Calendário copta                                                             | 1033 – 1034                                           |
| Calendário etíope                                                            | 1309 – 1310                                           |
| Calendários hindus - Vikram Samvat - Calendário nacional indiano - Cáli Iuga | 1372 – 1373 1238 – 1239 4417 – 4418                   |
| Calendário Holoceno                                                          | 11317                                                 |
| Calendário islâmico                                                          | 717 – 718                                             |
| Calendário judaico                                                           | 5077 – 5078                                           |
| Calendário persa                                                             | 695 – 696                                             |
| Calendário rúnico                                                            | 1567                                                  |
| Calendário solar tailandês                                                   | 1860                                                  |

1317 (MCCCXVII, na numeração romana) foi um ano comum do século XIV do Calendário Juliano, da Era de Cristo, a sua letra dominical foi B (52 semanas), teve início a um sábado e terminou também a um sábado.
No reino de Portugal estava em vigor a Era de César que já contava 1355 anos.
| Ano completo                   |
| ------------------------------ |
| Ano comum com início ao sábado |

## Eventos
- 10 de Junho - O Papa aprovou a criação no Reino de Aragão da Ordem de Nossa Senhora de Montesa.